# Лангкасука
Лангкасука  — середньовічна малайська індіанизована держава, що існувала на території Малайського півострова. Знищена була 1457 року царством Паттані.

## Назва
Має санскритське походження: вважається, що це поєднання langkha — «сяюча земля» й sukkha — «блаженство». Згідно з іншою версією назва могла походити від langkha та Ашоки, імператора Маур’я, тобто Сяюча земля Ашоки.

## Історія
Разом зі Стародавнім Кедахом, ймовірно, є одним із найдавніших держав, заснованих на Малайському півострові. Згідно з легендою в «Хікаят Меронг Магавангса» (Кедахських анналах) заснував державу Меронг Махавангса, який згодом став пацифістом після того, як прийняв буддизм. 
Найперший і найдетальніший опис цієї держави міститься з «Ляншу» (історія династії Лян), де названо «Ланг-я-сю», відповідно до записів якого дослідники відносять заснування Лангкасуки до II ст. Ймовірнос початку маневрувала між потужними державами Двараваті та Пхном. Поступово зуміло розширити володіння та вплив на Малайському півострові. У III ст. через посилення Пхному пережило період занепаду.
У 420-х роках зазнало поразки у війні з південною державою Рактамарітіка, внаслідок чого в Лангкасуціі почалася внутрішня криза, що завершилася до 490 року поваленням першої династії й приходом до влади так званої другої династії Лангкасуки. Починаючи з Бгаґадатти у 515, 523, 531 і 568 роках відправляли посольства до імперій Лян і Чень. 

Лангкасука в VII ст.

Наприкінці VII ст. буддійський чернець І Цзін розповідав про зустріч із 3 китайськими ченцями, які мешкали в місці під назвою Лангцзяшу (郎伽戍). Надалі опиналася у сфері впливу Шривіджаї та Лаво. 1025 року була підкорена Раджендра Чола I. Тамільські джерела називають її «Ілангасоку». У XII ст. є згадка в китайських джерелах, що Лангкасука була данником імперії Шривіджая. В цей час зазнає остаточно послаблення, перетворившися наневеличку державу.
У XIII ст. визнає зверхність держави Тамбралінга, а в XIV ст. — Аюттхаї. У XV ст. Лангкасука відвідав мінський мореплавець Чжен Хе. На той час була лише важливим портом, фактично містом-державою з навколишніми областями. До середини століття підкорено царством Паттані.

## Територія і населення
Точне місце розташування є предметом суперечок, але археологічні відкриття в ампхе Ярангу поблизу Паттані (Південний Таїланд), свідчать про ймовірне розташування саме тут. Розташування його столиці до тепер достеменно не виявлено. За записами вона була оточена стінами з подвійними брамами, мала вежі та павільйони.
Основу спочатку становили мони, але поступово відбувалася малаїзація, внаслідок чого основною мовою спілкування стала старомалайська.

## Устрій
На чолі стояв монарх, що носив титул раджі або магараджі. Його  влада була священна й необмеженою. Проте у розв'язанні питання спирався на сановників, вищі з яких утворювали своєрідну раду. Також існувала військова аристократія. Монарх мав власну гвардію та розкішний почет.

## Економіка
Розвинене були рибальство, частково вирощування рису, заготівля дерев, ремесла та посередницька торгівля. Важливим була торгівля. У VII ст. перетворився на важливий торговельний центр усього регіону: сюди приходив крам з Великих Зондських Островів, країн Індокитаю, Індостану, Китаю, Філіппін. Звідси експортувалися бивні слона, роги носорогів, камфора, алойне дерево й інші цінні породи дерев, сіль з морської води, амла (кору і плоди), мед. Завозили з Китаю вино, рис, шовк та порцеляну, бавовну з Сулу, одяг з Індостану. Згодом самі стали виготовляти ферментоване рисове вино.

## Культура
Населення носили саронги з оголеним торсом і розпущеним волоссям, а володар і вищі чиновники також покривали плечі тканиною і носили золоті сережки й пояси  у вигляді золотої мотузки. Жінки високого статусу загорталися в тканину і носили пояси, прикрашені коштовним камінням.
Праця часів династії Сун «Чжу фан чжі» (опублікована в 1225 році) дає опис країни під назвою Лін'ясіцзя. У ньому згадується, що його жителі стригли волосся та загорталися в тканину.
Ймовірно спочатку головними віруваннями були якісь форми індуїзму. Згодом став поширюватися буддизм. Протистояння прихильників цих релігій ймовірно відбилося у повстанні проти раджі Сері Маха Індеравангси. До VII ст. буддизм стає панівною релігією.